# Zdenko Škrabalo
Zdenko Škrabalo (Sombor, 4. kolovoza 1929. – Zagreb, 12. siječnja 2014.) je bio hrvatski liječnik, akademik, diplomat i profesor emeritus. 

## Životopis
Rodio se u bačkom gradu Somboru 1929. godine. U rodnom gradu je pohađao osnovnu školu i gimnaziju. Studirao je Medicinu u Zagrebu, gdje je diplomirao 1953. Specijalizirao je internu medicinu. Doktorirao je na temu poremećaja rada žlijezda s unutarnjim izlučivanjem. 
Nakon što je položio specijalistički ispit surađivao je s dr. Hauptmannom na utemeljenju Klinike za unutarnje bolesti Medicinskog fakulteta u zagrebačkoj bolnici "Ozren Novosel".  
Kasnije, utemeljuje Sveučilišnu kliniku Vuk Vrhovac koja je zahvaljujući njegovoj viziji postala međunarodno prepoznati centar za dijabetes i suradna ustanova Svjetske zdravstvene organizacije. Utemeljio je "Hrvatski model" skrbi o šećernoj bolesti koji je postao svjetski priznat.
Kao stipendist Humboldtove zaklade boravi na usavršavanju iz endokrinologije i dijabetologije 1962. i 1963. godine u Hamburgu gdje radi na klinici prof. Joresa uz prof. Nowakowskog, te osniva prvi laboratorij za citologiju endokrinih organa (štitnjače i muških spolnih žlijezda) u Njemačkoj.
Ponovno boravi kao stipendist Humboldtove zaklade u Njemačkoj 1967., 1973., 1985. i 1986. godine. 
Boravi određeno vrijeme na usavršavanju u Londonu (Guy’s Hospital), Louvainu (Université Catholique du Louvain), Bostonu (Harvard University – Joslin Clinic), te u Torontu (Banting and Best Diabetes Centre).
1976. postaje redovitim profesorom na Medicinskom fakultetu u Zagrebu. Pored zagrebačkog, predavao je i na sveučilištima u Dacci, Bostonu, Hamburgu, Frankfurtu i La Valleti.

### Znanstvenička karijera
Radi u savjetodavnim tijelima Svjetske zdravstvene organizacije koja se bave šećernom bolesti.
U svjetskoj medicinskoj znanosti je poznat kad je prvi u svijetu opisao dotad nepoznatu nametničku bolest piroplazmozu. Kasnije je znatno pridonio u svjetskoj znanosti u proučavanju patologije štitnjače, andrologije, a posebice šećerne bolesti. Neki od njegovih doprinosa su bili pionirski u tim područjima.
Autor je velikog broja znanstvenih članaka (preko 250), a Science Citation Index navodi da su mu radovi citirani 133 puta.
Članom je više domaćih, inozemnih (SAD, Njemačka, UK, Mađarska, Kolumbija, Peru, Kina) i međunarodnih liječničkih organizacija.
Od 1992. je redovitim članom HAZU.

### Diplomatska karijera
Od 1990. se politički odnosno diplomatski angažirao na osamostaljenju Republike Hrvatske. 
1991./92. godine je bio savjetnikom u Uredu Predsjednika RH, a područje djelovanja su mu bile međunarodne organizacije sa sjedištem u Ženevi (UN, Crveni križ). 
1992. i 1993. godine je bio ministrom vanjskih poslova RH.
Nakon toga je obnašao dužnost veleposlanika Republike Hrvatske u Švicarskoj i Lihtenštajnu do 1996. Nakon toga je veleposlanikom na novom mjestu, u susjednoj Mađarskoj sve do umirovljenja u listopadu 2000. godine. 

## Vanjske poveznice i referencije
- HAZU  Arhivirana inačica izvorne stranice od 23. listopada 2007. (Wayback Machine) Akademik Zdenko Škrabalo

1. ↑  Sveučilišna klinika za dijabetes i endokrinologiju. www.kb-merkur.hr. Pristupljeno 8. lipnja 2023.
2. ↑  Škrabalo Zdenko – HAZU. www.info.hazu.hr. Pristupljeno 8. lipnja 2023.